# Liste von Flugzeugentführungen
Die Liste von Flugzeugentführungen stellt eine Auswahl von Entführungsfällen dar.

## 1968 bis 1980
| Datum                                    | Vorfall | Tote |
| ---------------------------------------- | --- | ---- |
| 23. Juli 1968                            | Erste Entführung durch palästinensische Gruppen, bei der drei Mitglieder der Volksfront zur Befreiung Palästinas (PFLP) ein El-Al-Flugzeug auf dem Weg von Rom nach Athen in ihre Gewalt brachten. Nach Algier umgeleitet, dauerten die Verhandlungen über 40 Tage. Sowohl die Entführer als auch die Geiseln kamen frei, Israel entließ im Gegenzug 16 palästinensische Häftlinge. Dies war die erste und einzige erfolgreiche Entführung eines El-Al-Fluges. |      |
| 29. August 1969                          | Leila Chaled und ein weiterer PFLP-Aktivist entführten am 29. August die Maschine auf dem Flug TWA 840 auf dem Weg von Rom nach Tel Aviv. Anders als erwartet war Jitzchak Rabin, damals israelischer Botschafter in den Vereinigten Staaten, nicht an Bord. Die Entführer dirigierten die Maschine nach Damaskus. Dort ließen sie bis auf zwei jüdische Passagiere alle Geiseln frei. Am Boden sprengten die Entführer die Boeing 707; das Bild vom abgerissenen Cockpit ging um die Welt. Im Dezember gestattete Syrien den israelischen Passagieren die Ausreise nach Athen und erhielt im Gegenzug 13 gefangene Syrer zurück. Das Flugzeug wurde repariert mit der Nase der 1968 verunfallten 707 von BOAC-Flug 712. |      |
| 31. März 1970                            | Eine Boeing 727 wurde auf einem Flug von Tokio-Haneda nach Fukuoka von 9 Entführern der Rote Armee Fraktion (Japan) entführt. Die Entführer wollten ursprünglich nach Havanna, sie sind jedoch letztendlich in Pjöngjang gelandet, wo auch die letzten Geiseln freigelassen wurden. Bei dieser Flugzeugentführung gab es keine Todesopfer (siehe auch Japan-Air-Lines-Flug 351). |      |
| 6. September 1970 bis 12. September 1970 | Bewaffnete Mitglieder der PFLP kaperten am 6. September vier Flugzeuge, die sich auf dem Weg nach New York City befanden: Die Maschinen auf den Flügen TWA 741 (planmäßige Route TLV – ATH – FRA – JFK) und Swissair 100 (ZRH – JFK) landeten auf dem ehemaligen Militärflugplatz Dawson’s Field bei Zarqa, Jordanien. Im Falle des El Al-Flugs 219 (TLV – AMS – JFK) vereitelte ein durch die Piloten durchgeführter Sturzflug die Entführung: die Entführerin Leila Chaled wurde überwältigt und nach der Landung in London festgenommen, ihr nicaraguanisch-US-amerikanischer Begleiter Patrick Argüello von einem an Bord befindlichen Sicherheitsmann erschossen. Zwei weiteren PFLP-Mitgliedern war der Einstieg zum El Al-Flug verwehrt worden; so entführten sie stattdessen die Maschine auf dem Pan Am-Flug 93 (BRU – AMS – JFK) nach Kairo. Am 9. September kaperte ein PFLP-Sympathisant ein fünftes Flugzeug auf dem BOAC-Flug 775 (BOM – BAH – BEY – LHR) und zwang dieses ebenfalls zur Landung auf Dawson’s Field, um Leila Chaled freizupressen. Die Entführer ließen die nicht-jüdischen ihrer Geiseln frei und sprengten am 12. September die Flugzeuge. König Hussein verhängte daraufhin das Kriegsrecht, der Beginn des Schwarzen Septembers. Gegen US-amerikanischen Widerstand ließ Großbritannien Leila Chaled frei, im Austausch gegen die verbliebenen Geiseln; sechs weitere militante Palästinenser wurden aus schweizerischen und deutschen Gefängnissen freigelassen. | 1    |
| 15. Oktober 1970                         | Die erste bekannte Entführung aus der Sowjetunion fand am 15. Oktober 1970 statt. Ein Litauer und sein Sohn saßen in einer Antonow An-24B der sowjetischen Aeroflot (CCCP-46256) auf dem Flug von Batumi nach Sochumi und erzwangen eine Abweichung in die Türkei. Eine Flugbegleiterin wehrte sich zuvor und wurde von den Entführen erschossen. | 1    |
| 24. November 1971                        | Ein Mann, der sich selbst Dan Cooper nannte, entführte eine Boeing 727 der Northwest Orient Airlines und erhielt im Austausch für die 30 Passagiere 200.000 Dollar und vier Fallschirme. Er ließ die Maschine Richtung Mexiko fliegen, sprang aber während des Fluges mit Fallschirm und Lösegeld über die Heckklappe der 727 ab. Der Fall wurde nie aufgeklärt. |      |
| 22. Februar 1972 bis 23. Februar 1972    | Arabische Terroristen der PFLP unter Wadi Haddad entführten eine Boeing 747 („Baden-Württemberg“) der Lufthansa auf dem Flug von Tokio nach Frankfurt und zwangen sie zur Landung in Aden (Südjemen). Die deutsche Bundesregierung zahlte für die Freigabe von Flugzeug, Besatzung und Passagieren fünf Millionen US-Dollar Lösegeld. |      |
| 8. Mai 1972                              | Vier palästinensische Terroristen des Schwarzen Septembers entführten eine Boeing 707 auf dem Sabena-Flug 571 mit 101 Insassen kurz nach dem Start in Wien. Nach der Landung in Lod wurde die Maschine von einem israelischen Spezialkommando befreit. Bei der Befreiung starben die beiden männlichen Entführer und eine der Geiseln. Die beiden späteren israelischen Premierminister Ehud Barak und Benjamin Netanjahu gehörten dem Befreiungskommando an. | 3    |
| 8. Juni 1972                             | Eine Let L-410, die von Marienbad nach Prag fliegen sollte, wurde von zehn jungen Tschechoslowaken nach Weiden in der Oberpfalz entführt, um politisches Asyl in der Bundesrepublik Deutschland zu beantragen. Sie schmuggelten zwei Pistolen mit an Bord, mit denen sie die Flugbegleiter überwältigten. Der Pilot wurde dabei in einem Handgemenge erschossen. Lubomír Adamica, einer der Entführer, wurde wegen Mordes angeklagt und erhängte sich schließlich in Untersuchungshaft. |      |
| 15. September 1972                       | Kroatische Terroristen des kroatischen Volkswiderstands (HNOtpor) unter Tomislav Rebrina (1936–2013) brachten den schwedischen Scandinavian-Airlines-Systems-Flug 130 von Göteborg nach Stockholm in ihre Gewalt und zwangen ihn zur Landung in Madrid. Die Entführung der Douglas DC-9 „Gunder Viking“ wurde als Flugzeugentführung von Bulltofta (schwedisch Flygkapningen på Bulltofta) bekannt. |      |
| 29. Oktober 1972                         | Zwei arabische Terroristen (PFLP) entführten die Kiel, eine Boeing 727 der Lufthansa, auf ihrem Flug Damaskus-Beirut-Ankara-München (LH 615) mit 13 Passagieren und sieben Besatzungsmitgliedern an Bord. Die deutsche Regierung ließ die drei überlebenden Geiselnehmer der Geiselnahme bei den Olympischen Spielen in München im September 1972 frei. Die Gefangenen wurden in Zagreb übergeben und später die Geiseln nach dem Weiterflug auf dem Flughafen in Tripolis freigelassen. Die israelische Regierung und Presse kritisierten dieses „weiche Verhalten“ der Deutschen, unter dem vor Neuwahlen stehenden Bundeskanzler Brandt, heftigst. |      |
| 10. November 1972                        | Es wurde das Flugzeug auf dem Southern-Airways-Flug 49 entführt, welches nach einer Lösegeldübergabe letztendlich in Havanna landete, wo die Entführer verhaftet wurden. Zwischenzeitlich gab es die Drohung, das Flugzeug auf einen Atomreaktor stürzen zu lassen. Diese Änderung des Gefährdungspotentials führte dazu, dass mit 5. Januar 1973 die physische Untersuchung aller Flugpassagiere in den USA eingeführt wird. |      |
| 2. November 1973 bis 3. November 1973    | Nach inoffiziellen sowjetischen Berichten wurde eine sowjetische Passagiermaschine über Zentralrussland von vier jungen Leuten entführt. Die Entführer erlaubten dem Piloten, auf dem Moskauer Flughafen Wnukowo zum Tanken zu landen, während sie versuchten, die Maschine nach Schweden zu entführen. Regierungsvertreter führten dort fünf Stunden lang Verhandlungen, bevor die Polizei eingriff und zwei der Entführer erschoss. | 2    |
| 17. Dezember 1973                        | Entführung einer B737-130 der Lufthansa (D-ABEY) durch fünf arabische Terroristen (PFLP) vom Flughafen Rom-Fiumicino mit dem Ziel der Befreiung ihrer wegen Mordes in Wien inhaftierten Genossen El-Arid und Khanduran. Zuvor hatten sie das Flugfeld gestürmt und eine Boeing 707-321B (N407PA Clipper Celestial) der Pan Am gesprengt, und insgesamt 32 Menschen ermordet. Nach einem überstürzten Start landete die Maschine zunächst in Athen, wo eine italienische Geisel erschossen wurde. Am nächsten Tag erzwangen die Kidnapper den Weiterflug nach Kuwait, wo der Kapitän, trotz Versagung einer Landeerlaubnis, aus Treibstoffmangel zu einer Notlandung auf der durch Lastkraftwagen blockierten Piste gezwungen war. Die Entführer ergaben sich daraufhin den örtlichen Exekutivorganen, wurden in Kuwait aber wieder auf freien Fuß gesetzt und kamen in der Folge straffrei davon. |      |
| 15. September 1974                       | Entführung des Flugzeugs auf dem Air-Vietnam-Flug 706. Im Landeanflug auf einen Militärflughafen stürzte die Maschine ab, kein Insasse überlebte. | 75   |
| 27. Juni 1976 bis 4. Juli 1976           | Der palästinensisch-arabischen und deutschen Entführung eines Verkehrsflugzeugs der Air France wurde am Flughafen Entebbe, Uganda, durch die Operation Entebbe ein Ende bereitet: Israelische Kommandoeinheiten griffen das Gebäude an, das die Entführer und die Geiseln beherbergte; sie töteten alle palästinensischen und deutschen Entführer sowie rund zwanzig ugandische Soldaten und befreiten die 105 zumeist israelischen Geiseln; drei Passagiere und ein israelischer Soldat wurden getötet. |      |
| 28. Oktober 1976                         | Ein mit einem Sturmgewehr und einer Pistole bewaffneter Mann entführte eine Iljuschin Il-18 der ČSA auf dem Weg von Prag-Ruzyně nach Bratislava und erzwang die Landung in München-Riem. Dort stellte er sich der Polizei und bat um Asyl. Die 105 Passagiere nebst fünfköpfiger Besatzung blieben unverletzt und kehrten am Folgetag nach Prag zurück. Der Entführer Rudolf Bečvař wurde 1977 von einem deutschen Gericht zu acht Jahren Haft verurteilt. Im Jahr 1980 verübte Bečvař während seiner Haft in Straubing Suizid. |      |
| 13. Oktober 1977 bis 18. Oktober 1977    | Die Entführung des Flugzeugs „Landshut“ der Lufthansa durch arabische Terroristen (PFLP) zwischen Palma de Mallorca und Frankfurt am Main wurde in Mogadischu durch die GSG9 beendet. Die Rote Armee Fraktion war in die Entführung involviert (→ Deutscher Herbst). | 4    |
| 18. Februar 1978 bis 19. Februar 1978    | Zwei arabische Terroristen (PFLP) kaperten ein Flugzeug auf dem Flughafen Larnaka in Zypern. Die ägyptische Antiterroreinheit Unit 777 flog uneingeladen ein, um das Flugzeug zu befreien. Die zyprische Nationalgarde eröffnete daraufhin das Feuer und 20 Ägypter starben. Später wurde bekannt, dass die Geiselnehmer zum Zeitpunkt der ägyptischen Intervention bereits kapituliert hatten. | 20   |

## 1981 bis 1990
| Datum             | Vorfall | Tote          |
| ----------------- | --- | ------------- |
| 1981              | Ein Jet der Pakistan International Airlines wurde nach Kabul entführt, wo ein Passagier getötet wurde, woraufhin das Flugzeug nach Damaskus weiterflog. Die Geiseln wurden schließlich nach 13 Tagen freigelassen, als die pakistanische Regierung zustimmte, 50 politische Gefangene freizulassen.                                                                               | 1             |
| 18. November 1983 | Georgische Entführer versuchten eine Linienmaschine der Aeroflot in die Türkei zu entführen. Die Tiflisser Flugzeugentführung scheiterte. Drei Entführer starben bei der Erstürmung des Flugzeuges durch Spezialeinheiten, drei wurden zum Tode verurteilt. | 3 (Entführer) |
| 1984              | Libanesische Schiiten mit Verbindung zur Terrororganisation Hisbollah überfielen eine Maschine auf einem Linienflug der Kuwait Airways nach Teheran. Das Flugzeug wurde durch iranische Sicherheitskräfte übernommen. |               |
| 14. Juni 1985     | Libanesische Schiiten entführten die Maschine auf dem Trans-World-Airlines-Flug 847 mit 153 Passagieren an Bord und leiteten ihn von Athen nach Beirut um. Die Pattsituation endete, nachdem Israel 31 libanesische Gefängnisinsassen freigab. | 1             |
| 5. September 1985 | 22 Menschen wurden getötet, als pakistanische Sicherheitskräfte ein Flugzeug der Pan Am mit 400 Passagieren und Mannschaft an Bord bei Karatschi nach 16-stündiger Belagerung stürmten. Details über die fünf Täter, die auf der FBI-Liste der meist gesuchten Verbrecher stehen, sind noch immer unklar. Für mehr Hinweise sind noch immer 5 Millionen US-Dollar ausgeschrieben. | 22            |
| 1986              | Ein Flugzeug der China Airlines wurde auf der Route von Singapur nach Bangkok von seinem taiwanesischen Piloten entführt und zum Flughafen Guangzhou-Baiyun (alt) geflogen, wo er in die Volksrepublik China überlief. |               |
| 8. März 1988      | Bei der versuchten Flugzeugentführung von Irkutsk, die von einer sowjetischen Großfamilie verübt wurde, forderte die Befreiungsaktion neun Todesopfer. | 9             |
| 2. Oktober 1990   | Ein Flugzeugentführer übernahm eine Boeing 737-300 der chinesischen Fluggesellschaft Xiamen Airlines. Das Flugzeug kollidierte bei der Landung auf dem Flughafen Guangzhou-Baiyun (alt) mit zwei weiteren Maschinen, darunter einer mit Passagieren besetzten Boeing 757-200 der China Southern Airlines. Bei der Flugzeugkollision kamen 128 Menschen ums Leben.                 | 128           |

## 1991 bis 2000
| Datum                                   | Vorfall | Tote          |
| --------------------------------------- | --- | ------------- |
| 1991                                    | Tschetschenische Terroristen kaperten ein russisches Flugzeug mit 178 Passagieren. Es wurde nach Ankara entführt. Die Geiseln wurden schließlich in Tschetscheniens Hauptstadt Grosny freigelassen. Der Mittäter Schamil Bassajew wurde später Premierminister von Tschetschenien. |               |
| 11. Februar 1993                        | Die Maschine auf dem Lufthansa-Flug 592 von Frankfurt am Main über Kairo nach Addis Abeba (Äthiopien) wurde am 11. Februar etwa 35 Minuten nach dem Start vom Rhein-Main-Flughafen von einem äthiopischen Asylbewerber, der als regulärer Fluggast an Bord gegangen war, in seine Gewalt gebracht und nach New York, John F. Kennedy International Airport, entführt. Danach ergab sich der Täter. Alle Geiseln blieben unversehrt. |               |
| 14. August 1993                         | Auf dem Flug von Tunis nach Amsterdam wurde am 14. August eine Boeing 737-400 der niederländischen KLM mit 139 Insassen nach Düsseldorf entführt. Am Tag darauf stürmte die GSG 9 die Maschine und beendete die Entführung unblutig, indem sie den ägyptischen Entführer überwältigte. |               |
| 24. Dezember 1994 bis 26. Dezember 1994 | Vier islamistische GIA-Terroristen übernahmen am 24. Dezember eine Air-France-Maschine in Algier. Sie wurde nach Marseille geflogen, wo französische Kommandoeinheiten sie am 26. Dezember stürmten und die Entführer töteten. Die Crew und 171 Passagiere überlebten. | 7             |
| 23. November 1996                       | Die Maschine auf dem Ethiopian-Airlines-Flug 961 wurde entführt und stürzte bei den Komoren in den Indischen Ozean, nachdem die Entführer eine Bruchlandung erzwangen. Von den 175 Menschen an Bord überlebten 50. | 125           |
| 1996                                    | Auf dem Flug einer Aeroflot-Tupolew 154 von Malta nach Lagos versuchte ein mit einem Fallmesser bewaffneter Nigerianer, den Flug nach Deutschland oder Südafrika umzuleiten. Vier in einem anderen Auftrag an Bord befindliche Männer des österreichischen EKO Cobra konnten die Flugzeugentführung unblutig in der Luft beenden.                                                                                                   |               |
| 29. Oktober 1998                        | Am 29. Oktober, dem 75-jährigen Jubiläum der türkischen Republik, entführte ein mit einer Handwaffe und Granate bewaffneter Mann den Turkish-Airlines-Flug 487 von Adana nach Ankara-Esenboğa. Das Flugzeug wurde 7 Stunden nach der Landung gestürmt und der Entführer erschossen. | 1 (Entführer) |
| 23. Juli 1999                           | All-Nippon-Airways-Flug 61: Ein psychisch labiler Mann entführte eine Boeing 747 mit 517 Personen an Bord. Im Laufe des Fluges tötete er den Flugkapitän, übernahm die Kontrolle über das Flugzeug und führte gefährliche Flugmanöver durch. Der Copilot konnte den Mann überwältigen und die Maschine sicher landen. | 1             |
| 24. Dezember 1999                       | Militante islamistische Kaschmir-Rebellen überfielen ein Flugzeug auf dem Indian-Airlines-Flug 814 und leiteten es nach Kandahar um. Nach einer einwöchigen Pattsituation war Indien damit einverstanden, drei gefangene militante Kaschmir-Rebellen im Austausch gegen die Geiseln freizulassen. |               |
| 25. Mai 2000                            | Eine Maschine der Philippine Airlines auf der Route von Davao City nach Manila wurde von Reginald Chua in seine Gewalt gebracht. Er entwendete Wertgegenstände und versuchte mit einem selbstgebauten Fallschirm zu entkommen. Der Entführer starb an den Folgen des Sturzes. | 1 (Entführer) |

## 2001 bis 2010
| Datum              | Vorfall | Tote |
| ------------------ | --- | ---- |
| 15. März 2001      | Ein Tu-154 der Vnukovo Airlines auf der Route von Istanbul nach Moskau wurde von drei Tschetschenen in deren Gewalt gebracht, wobei sie eine Stewardess ermordeten. Sie forderten, nach Saudi-Arabien gebracht zu werden. In Medina wurde das Flugzeug gestürmt. Während des Angriffs wurden ein Passagier und der Anführer der Entführer getötet. | 3    |
| 11. September 2001 | Terroranschlag am 11. September, östliche USA: 19 arabisch-islamistische Terroristen entführten vier Flugzeuge auf den Linienflügen American-Airlines-Flug 11, United-Airlines-Flug 175, American-Airlines-Flug 77 und United-Airlines-Flug 93. Drei der Flugzeuge wurden von den Entführern gezielt in das Pentagon und das World Trade Center gesteuert. Die vierte Maschine stürzte auf freiem Feld ab, nachdem einige Flugbegleiter und Passagiere versuchten, die Terroristen zu überwältigen. Es waren die vier verheerendsten Flugzeugentführungen überhaupt, insgesamt starben in Gebäuden und Flugzeugen etwa 3000 Menschen. | 2996 |
| 3. Oktober 2006    | Am 3. Oktober wurde der Turkish-Airlines-Flug 1476 von einem 27-jährigen Türken entführt und zur Landung in Brindisi, Italien, gezwungen, wo der Entführer politisches Asyl beantragte. |      |
| 8. Februar 2008    | Ein British Aerospace Jetstream 32EP (ZK-ECN) auf der Route von Blenheim nach Christchurch wurde von Asha Ali Abdille, einer Asylsuchenden aus Somalia, entführt. Die Entführerin forderte, nach Australien gebracht zu werden, und stach auf beide Piloten und einen Passagier ein. Das Flugzeug landete in Christchurch. Die Entführerin wurde in Gewahrsam genommen und später zu einer Freiheitsstrafe von 9 Jahren verurteilt. |      |

## 2011 bis 2020
| Datum             | Vorfall | Tote |
| ----------------- | --- | ---- |
| 17. Februar 2014  | Der Ethiopian-Airlines-Flug 702 war ein Flug der Ethiopian Airlines mit einer Boeing 767-300 mit dem Kennzeichen ET-AMF, die am 17. Februar 2014 mit der Androhung von Gewalt auf dem Flug von Addis Abeba nach Rom von Copilot Hailemedhin Abera Tegegn entführt wurde. Das Flugzeug flog daraufhin am Ziel Rom vorbei weiter nach Genf. Sein Ziel war es, in der Schweiz politisches Asyl zu beantragen. Der Copilot ließ sich nach der Landung ohne Widerstand festnehmen, nachdem er aus dem Cockpitfenster geklettert war. Das Flugzeug war nach dem Abweichen vom Flugkurs von zwei Eurofightern der Aeronautica Militare begleitet worden. |      |
| 1. April 2014     | In einem Airbus A321-231 der Lufthansa auf dem Weg nach Budapest bedrohte ein Abschiebehäftling aus dem Kosovo etwa 10 Minuten nach dem Start von München eine Flugbegleiterin mit einer Rasierklinge. Die Piloten kehrten um. Nach der Landung verließen die Passagiere und die übrige Kabinenbesatzung das Flugzeug, in der Kabine zurück blieben der Entführer und die bedrohte Flugbegleiterin. Einem Dolmetscher gelang es, die Situation zu beruhigen. Der Täter ließ die Flugbegleiterin frei und stellte sich der Polizei. |      |
| 29. März 2016     | Ein Airbus A320-232 der Egypt Air auf dem Flug MS 181 von Alexandria nach Kairo wurde entführt. Er landete zunächst sicher in Larnaka auf Zypern. |      |
| 23. Dezember 2016 | Ein Airbus A320 der Afriqiyah Airways auf dem Flug 8U209 von Sahba nach Tripolis wurde entführt. |      |

## Seit 2021
| Datum        | Vorfall | Tote |
| ------------ | --- | ---- |
| 23. Mai 2021 | Der Ryanair-Flug 4978 war ein internationaler Linienflug von Athen (Griechenland) nach Vilnius (Litauen), bei dem eine Boeing 737 am 23. Mai 2021 kurz vor Eintritt in den litauischen Luftraum durch belarussische Behörden nach Minsk (Belarus) umgeleitet wurde unter Vorspiegelung einer angeblichen Bombendrohung. Nach der Landung wurden der an Bord befindliche regimekritische belarussische Journalist Raman Pratassewitsch, Mitgründer und ein ehemaliger Chefredakteur des Oppositionellen-Netzwerks NEXTA, und dessen Freundin Sofia Sapega festgenommen. |      |